# 外国語放送
外国語放送（がいこくごほうそう）とは、外国語による放送のこと。この項目では主に日本の放送法に定められた基幹放送の一種としての「外国語放送」について記述する。

## 概要
外国語放送は、ある国内に滞在する外国人を対象として行われる。国外の人々に向けた放送は国際放送と呼ばれる。
日本では、1945年に開設された在日米軍向けの放送（のちのAFN）を嚆矢とする。
日本の放送事業者による放送番組単位での実施例として、NHKラジオ第2放送などで外国語のニュースを放送する例がある。

## 基幹放送として
総務省令放送法施行規則別表第5号7「放送番組による基幹放送の区分(4）外国語放送」に規定される。また、（注）11に「外国語による放送を通じて国際交流に資する放送」と規定している。
1995年（平成7年）1月に起きた阪神・淡路大震災で英語以外の外国人に対する情報提供不足が課題となり、制度化された。
放送対象地域は、総務省告示基幹放送普及計画に、超短波放送（FM放送）により東京都の特別区、名古屋市、大阪市及び福岡市をそれぞれ中心した区域として総務大臣が別に定める区域に行うとしている。
具体的な地域は総務省告示によるが、他の民放FM局（都道府県単位が対象）とは異なり、特別区・市・国際空港が対象で複数の都府県にまたがっている。
放送対象地域で良好に受信できるようにするには小電力の中継局を多数設置するよりも送信所を大電力化した方が効率的であるため、実質的に広域放送がされている。
呼出符号（コールサイン）はいずれも「JO＊W-FM」で他の民放FM局（「JO＊U-FM」または「JO＊V-FM」（＊は英字、但し既に中波放送局の中継局として使われているものは除く。））と区別できる。

### 放送事業者と放送区域
InterFM897
- 東京都区部、さいたま市、千葉市、横浜市、川崎市、成田国際空港

FM COCOLO（運営：FM802）
- 大阪市、堺市、東大阪市、関西国際空港、神戸市、尼崎市、京都市、奈良市

ラブエフエム国際放送（LOVE FM）
- 福岡市、北九州市、大牟田市、久留米市、佐賀市

いずれも阪神・淡路大震災直後に開局したが、バブル崩壊後であったため開局当初から収益を支えるスポンサーが集まらない、開業時と出資者が変わるなど予断を許さない経営難が続いている。
かつて存在した事業者
- 愛知国際放送（Radio-i）
- Radio NEO

いずれも名古屋市周辺を放送区域とした事業者であるが、2代続けて廃局している。